# Дејан Савић (диригент)
Дејан Савић (Београд, 1957) српски je уметник. Дипломирао је дириговање на Факултету музичке уметности у Београду,  а звање магистра дириговања стекао је на Академији уметности у Новом Саду.

## Биографија
Од 1989. до 1992. био је уметнички директор Нишког симфонијског оркестра, а од 1993. до 1995. године уметнички руководилац Камерног ансамбла „PRO MUSICA“, најстаријег у Југославији. 
Главни је диригент Београдске опере и балета од 1993. године, а директор Опере и балета од 2001 – 2004. године, а касније и Управник Народног позоришта у Београду (2005-2007), као први и до сада једини музички уметник на том положају у преко 145 година дугој историји ове установе. Године 2007. вратио се на место директора опере где је од 2010. шеф диригент.

У исто време је музички руководилац Камерног оркестра PRO CLASSICA, као и реномираног Мешовитог хора Браћа Барух, основаног 1879. године.

## Гостовања
Дејан Савић је дириговао у бројним европским оперским кућама, реномираним симфонијским оркестрима и филхармонијама. Деловао је као стални гост-диригент Симфонијског оркестра Грчког радија (ЕРТ) и једини је српски диригент који је наступио у највећој атинској дворани Мегарон музикис. 
Издвајају се успешна гостовања:
- 1995. година. Дириговао је пет представа Вердијеве опере Трубадур у Д.Г.О.С. Опери у Даблину, Ирска.
- 1996. година. Два концерта у Италији, на летњим фестивалима у Св. Маргерити Лигуре и Ређо Емилији, диригујући Државном филхармонијом из Русеа, Бугарска.
- 1997. година. Грчка национална опера у Атини, где је извео премијеру и 4 репризе Росинијевог Севиљског берберина.
- 1998. година. Гостовање са Симфонијским оркестром Краљевске опере из Осла, којим је ова кућа затворила сезону 1997/98.Јула исте године, Симфонијски оркестар Народног позоришта из Београда под његовом управом, први пут је наступио на реномираном Међународном фестивалу у Патрасу, Грчка, где је остварио одличан концерт уз учешће сопрана Василиса Папантониу.
- 1999. година. Са хором и симфонијским оркестром РТС, као и са Београдском филхармонијом, гостовао је на грчким фестивалима "Преспес" и "Олимпија".
- 2000. година. Са Хором и Симфонијским оркестром РТС, са солистима из бивших југословенских република изводи Малу свечану мису Ђоакина Росинија у Солуну, Грчка. Овај концерт је био део шире манифестације под називом Култура и Балкан, под патронатом Пакта за стабилност и Министарства иностраних послова Грчке. Као гост Националне рајнске опере из Стразбура, Француска, дириговао оперу Хансел и Гретел немачког композитора Енгелберта Хумпердинка (Делфин Галу), отварајући сезону ове признате оперске куће са великим успехом, изводећи десет представа у Милузу, Колмару, Стразбуру и Безансону.
- 2001. година. Са Симфонијским оркестром Народног Позоришта из Београда наступио на престижном Међународном летњем фестивалу у Атини, Грчка, са сопраном Еленом Келесиди, затим је отворио сезону Румунског националног радија концертом и снимањем са пијанисткињом Даном Боршан и Камерним оркестром националног радија у Букурешту, да би у новембру наступио по други пут са Државним симфонијским оркестром града Солуна у новој дворани Мегарон Музикис. Крај године обележио је изванредним представама Росинијевог Севиљског берберина у Камерној опери у Солуну, Грчка, са оркестром Београдске опере и међународном екипом најистакнутијих солиста (Чернов, Фаулер, Нађи), као и ретко успешним гостовањем Београдске опере на Кипру, са Пучинијевом опером Мадам Батерфлај.
- 2002. година. Београдске опера је по први пут гостовала на Крфу, Грчка, изводећи Пучинијеву Тоску, Росинијеву Пепељугу и, под управом Дејана Савића, оперски Гала концерт. На јубиларним 30. Мајским оперским вечерима у Скопљу, Македонија, за најбољу представу је проглашен Вердијев Риголето, под музичким руководством овог уметника. Под диригентском палицом Дејана Савића у Солунској опери изведена су са успехом два наслова - Бетовенов Фиделио (Штудер, Бејкер, Капелман) и Пучинијева Тоска (Миричоју, Романо, Баричели). Крајем исте године, на челу изванредне међународне извођачке екипе, у Националној опери Француске из Стразбура, диригује десет представа Евгенија Оњегина, најпопуларније опере Чајковског (Бадиковска, Бошкова, Дунаев, Петров, Кузњецов).
- 2003. година. Са две представе је отворио традиционални фестивал “Опера на тргу” у Софији, Бугарска, изводећи са ансамблима Националне опере из Софије Росинијевог Севиљског берберина. Исте године у децембру, са Италијанским интернационалним оркестром и хором позоришта Вентидио Басо из Асколи Пићена у централној Италији, пожњео је успехе двама извођењима Вердијеве Травијате.
- 2004. година. Под палицом Дејана Савића Београдска опера је позвана да својим представама Вердијевог Риголета увелича отварање и реконструкцију позоришта на грчком острву Кефалонији, уз учешће најеминентнијих солиста Народног позоришта.  Ново гостовање у Опери Норск у Ослу , са водећим тамошњим солистима, хором и оркестром на фестивалу у Хамару.
- 2005. година. Дириговао је четири представе Пучинијеве Мадам Батерфлај у Озиму, Реканатију и Асколи Пићену.
- 2006. година. У националном театру „Перголези“ у граду Језију у централној Италији дириговао Божићни концерт са делима Чајковског и Ђандоменика, уз учешће солиста (Сперанца, Смит), полифоног хора „Давид Брунори“ и Филхармонијског оркестра регије Марке.
- 2007. година. У граду Потенци и позоришту „Франческо Стабиле“, дириговао је две представе Вердијевог Риголета (Бриганте, Кашари, Алтомаре) уз учешће Градског хора из Битонта и Филхармоније „Ђузепе Верди“ из Салерна. У јуну исте године, у оквиру свог бечког дебија, три пута је са великим успехом извео Вердијеву Травијату (Брибан, Рамос, Чернох, Монтазери, Ларсон, Мароф) у престижној Фолксопери у Бечу.
- 2008. година. Са солисткињом румунским сопраном Роксаном Брибан, српски диригент је дебитовао са великим успехом у Националној опери у Букурешту, Румунија, изводећи Пучинијеву Мадам Батерфлај. Одмах након овога, током гостовања Опере Народног позоришта у Италији, дириговао је два Гала концерта оперских арија са нашим најбољим солистима и гостима (Балистрери, Фракасо) уз оркестар Народног позоришта. У лето исте године, поставио је продукцију Вердијеве опере Аида на престижном фестивалу у Гарсу, Аустрија, са водећим српским и многим значајним иностраним уметницима, у режији Карела Дргача.
- 2009. година. Био је члан жирија 14. Међународног такмичења младих оперских певача „Борис Христов“ у Софији, као и председник жирија првог издања конкурса „Плави Дунав“ за оперске диригенте у Бургасу, Бугарска. У организацији ове агенције у Бугарској државној опери 2010, 2011. i 2012. године је одржао мајсторске курсеве оперског дириговања, успешно оспособљавајући младе диригенте са свих страна света да јавно изводе опере Моцарта, Вердија и Пучинија. У августу исте године, дириговао је представе Росинијевог Севиљског берберина на Фестивалу уметности Пуље у региону Фође, са тамошњим Камерним оркестром и солистима из Италије и Турске. Са овим ансамблом (солисти Де Палма, Ми Сеон Ох) је одржао Новогодишње концерте 2012. године, у Фођи и Лучери. Августа месеца 2009. је успешно припремио и премијерно извео Пучинијеву Мадам Батерфлај на Летњем музичком фестивалу у Бургасу, Бугарска, уз учешће солиста и ансамбала Националне опере из Бургаса.
- 2010. година. Дириговао је Пучинијеву оперу Мадам Батерфлај у позоришту Данте у Фиренци (Ишигами, Беруђи, Каламаи) а одмах затим  две представе на фестивалу Оперских звезда у Државној Сибирској оперско – балетској компанији из Краснојарска.
- 2011. година. Учествовао на истом Фестивалу, овај пут Пучинијевом опером Боеми (Урусов, Левчук, Баранова) и Мадама Батерфлај (Левчук, Урусов, Ефимов).
- 2012. година. У јулу водио је цењени мајсторски курс из симфонијског дириговања, који је окупио диригенте са свих терана света, сарађујући са престижним Оркестром Државног Ермитажа у Санкт Петербургу, Русија.

У више земаља снимао је за радио и телевизију, a реализовао је и више трајних снимака, ЛП издања, аудио касета и компакт дискова у издању ПГП РТС и других компанија. 
За своја уметничка достигнућа примио је бројне награде и признања.

## Сарадња са уметницима
Међу истакнутим уметницима са којима је сарађивао Дејан Савић треба поменути виолинисте Стефана Миленковића, Сретена Крстића, Јована Колунџију, Илију Маринковића, Кристину Ангелеску, челисте Ксенију Јанковић, Анатолија Крастева, Минеа Хајашија, као и Алирија Дијаза, гитара и харфисткињу Ану Верхоланцеву, сопране Маквалу Касрашвили, Оливеру Миљаковић, Мари – Анж Тодоровић, Валерију Еспозито, Димитру Теодосију, Марту Арапи, мецосопране Елену Обрасцову, Бруну Баљони, Агнес Балтса, Ингеборг Козмо, Фабија Армилиата, теноре Зорана Тодоровића, баритоне Маура Агостинија, Жељка Лучића, Давида Бижића, Хенрика Енгелсвикена, Владимира Крајњева, Људмила Ангелова, Михаиа Унгуреануа, Кјела Бекелунда, Елисо Вирсаладзе, Александра Сердара, клавир. Г. Савић је осим овога сарађивао са именима попут Микиса Теодоракиса, Костаса Пасхалиса, Лудовика Шписа, Маје Плисецкаје, Владимира Васиљева, Јиржи Менцла, Боналда Ђајотија, Марије Слатинару – Нистор, Корнелију Мургуа, Александрине Милчеве, Петера Дворског и других.